# Minami-ku (Sakai)
Minami-ku (南区?) è uno dei sette quartieri amministrativi della città di Sakai, in Giappone.